# عيلايو
عيلايو (بالصومالية: Ceelaayo)‏ هي مدينة ساحلية يتبعها تقسيم إداري، تقع على الساحل الشمالي الشرقي للصومال، في منطقة سناج المتنازع عليها بين صوماليلاند وبونتلاند. ويزعم بعض المؤرخون أنها أقدم من مدينتي زيلع ولاسقوري العريقتين، مستندين إلى دلائل أثرية تسبق ولوج القومية الصومالية، والأكوام الحجرية العتيقة.